# 9262 Bordovitsyna
9262 Bordovitsyna eller 1973 RF är en asteroid i huvudbältet som upptäcktes den 6 september 1973 av den ryska astronomen Tamara Smirnova vid Krims astrofysiska observatorium på Krim. Den har fått sitt namn efter den sovjetiska och ryska atronomen Tatjana Bordovitsyna.
Asteroiden har en diameter på ungefär åtta kilometer och tillhör asteroidgruppen Maria.